# Erich Rudorffer
Erich Rudorffer, né le 1er novembre 1917 à Zwochau et mort le 8 avril 2016 à Bad Schwartau, est un militaire allemand, as pendant la Seconde Guerre mondiale. 
Avec 224 victoires aériennes revendiquées, c'est le septième as de l'aviation de la Luftwaffe.

## Biographie

### Début de la guerre
Erich Rudorffer souhaitait devenir pilote de ligne dans la nouvelle Lufthansa. La guerre l'empêche cependant de réaliser son rêve et c'est la Luftwaffe qui ouvre les bras au jeune pilote. Il intègre sa première unité combattante le 1er novembre 1939, la 2./JG 2 "Richthofen". Le 14 mai 1940 en pleine bataille de France, le Feldwebel Rudorffer remporte sa première victoire. Douze jours plus tard, il devient officiellement un as tout comme trois autres membres de son groupe. Le 6 juin, il descend 3 adversaires et termine cette campagne avec 9 succès. C'est alors le troisième meilleur pilote de la JG 2, malgré son grade de sous-officier.
Son score passe à 19 à l'issue de la bataille d'Angleterre, fin 1940 et il termine cette année à la tête de tous les pilotes sous-officiers allemands. Comme la plupart de ces confrères de la Luftwaffe, c'est un tireur hors pair mais aussi un remarquable esprit chevaleresque. Un jour d'août 1940, il escorte un Hurricane de la RAF gravement endommagé jusqu'aux côtes anglaises afin que son pilote ne meure pas dans les eaux glacées de la Manche. Deux semaines plus tard, c'est lui que des pilotes anglais escorteront, lui rendant ainsi son fair-play.

### De la Manche à l'Afrique du Nord
Le 28 octobre, Erich Rudorffer est promu Leutnant et le 1er mai 1941, il reçoit la croix de chevalier de la croix de fer avant d'être provisoirement muté à la tête de la 6./JG 2 le 11 juillet, de façon définitive à peine 6 jours plus tard. L'offensive non-stop de l'été et l'automne lui permet de descendre entre juillet et décembre 21 appareils et de terminer l'année avec 41 succès. L'année suivante est peu prolifique pour Rudorffer en termes de victoires, avec 5 succès seulement (probablement dû à des blessures), dont deux Spitfire descendus lors du débarquement de Dieppe le 19 août 1942.
Le 11 novembre, il va mener son escadrille dans les opérations au-dessus de la Tunisie. Les pilotes du II./JG 2 assurant alors souvent cinq à six sorties quotidiennes, principalement des attaques au sol. Fait incroyable, Rudorffer va obtenir plus de la moitié de ses victoires sur ce théâtre en seulement deux missions. Le 9 février 1943, il descend ainsi six P-40 en 7 minutes et deux P-39 un quart d'heure plus tard. Ce sera l’un des deux seuls pilotes de chasse diurne de la Luftwaffe (avec Hans-Joachim Marseille) à obtenir 8 victoires en une mission contre l’adversaire américano-britannique. Le 15 février, il rétitère l'exploit avec quatre P-38 abattus et trois Spitfire dans la foulée, le tout en un peu moins d’une heure de combat. Il remporte au total 27 victoires en Afrique, c'est le deuxième score de la JG 2 sur ce front, après Kurt Bühligen, Staffelkapitän de la 4./JG 2. Rudorffer prend même provisoirement la tête du II./JG 2 par intérim après la blessure du Kommandeur Adolf Dickfeld. En avril 1943, le II./JG 2 retourne en Europe.

### Campagne de Russie
En mai, le Hauptmann Erich Rudorffer remporte sa 75e victoire avec la JG 2, en fait la dernière avec cette unité car en juin, il délaisse son escadrille de ses débuts pour former le nouveau IV./JG 54 dont il devient le tout premier Kommandeur. Il est cependant rapidement transféré sur le front Est pour assumer le commandement du II./JG 54 à la suite de la mort du Hauptmann Heinrich Jung. En quatre mois, Erich Rudorffer descend pas moins de 46 appareils soviétiques (il franchit la 100e le 11 octobre) en réalisant plusieurs exploits d'abattre en un jour ce qui prendrait normalement un mois. Ainsi, les 24 août, 14 septembre et 11 octobre, ce sont respectivement huit, cinq et sept victoires qui sont remportées lors de ces trois journées. Mais la plus retentissante a lieu le 6 novembre 1943 ; ce jour-là, Rudorffer descend un Il-2 au petit matin, avant que le II./JG 54 ne soit impliqué dans un combat en début d'après-midi avec des chasseurs Yak-7 et Yak-9. En moins de 20 minutes, treize d'entre eux tombent sous les coups de l'as allemand. Un record absolu qui ne sera jamais dépassé, tout pilote et toute guerre confondue.
Toutefois, d'après les archives soviétiques le combat, se serait déroulé différemment : les six FW 190, menés par Rudorffer, couvraient un groupe de 36 Ju 87, quand ils ont rencontré un groupe de huit chasseurs Yak-7B du 728e régiment d'aviation sous le commandement du capitaine A. V. Vorojeïkine (ru). Le résultat de l'engagement serait non pas la perte de 13 appareils (cinq de plus que les forces en présence) mais uniquement l'endommmagement Yak-7. Ils annoncent, côté allemand, la perte de cinq Ju 87 et l'endommagement de 3 FW 190.

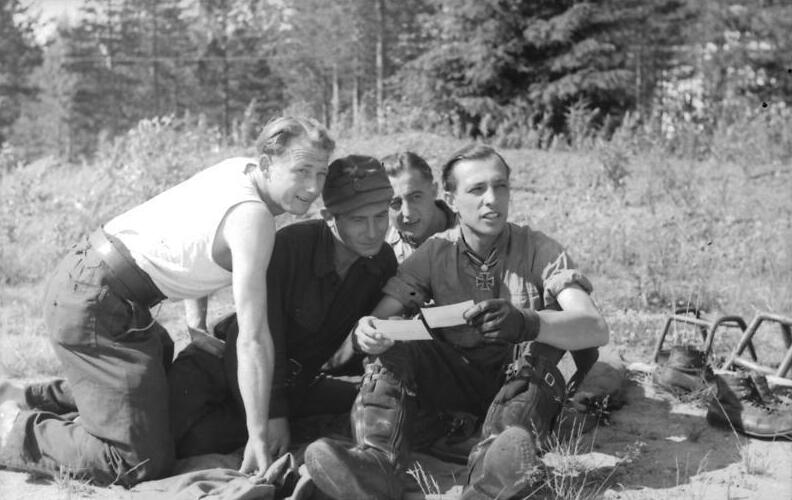
Le Major Erich Rudorffer assis à droite le 21 juin 1944.

Néanmoins, le succès ne l'abandonne pas en 1944. Devenu Major, Rudorffer obtient un nouveau sextuplé le 7 avril. Il est décoré des feuilles de chêne (peut-être un peu tardivement) le 11 avril après 134 victoires. Après une permission, il retourne au front en été et accumule quintuplés et sextuplés, toujours au cours de mêmes journées. Cinq et six victoires les 3 et 26 juillet, cinq, six et sept victoires les 25 août, 25 septembre et 10 octobre tout en en assurant un grand nombre de missions d'attaques au sol. Son dernier exploit a lieu le 28 octobre : peu avant midi, sa formation se prépare à atterrir quand il aperçoit une escadrille de Il-2. Rudorffer avorte sa manœuvre et en dix minutes, il descend neuf de ces avions, causant la panique dans la formation russe. Dans l'après-midi, il descend encore deux Il-2 soviétiques. Avec ces 11 victoires, (soit la moitié du score obtenu par son groupe ce jour-là), il franchit largement la barre des 200 victoires. Ce sera la dernière fois qu’un pilote de chasse obtient au moins 10 victoires en une journée. Pour ses exploits dans son ensemble, Rudorffer est nommé pour les Glaives et quitte définitivement le front russe.

### Derniers combats
Le 14 janvier 1945, le Major Erich Rudorffer prend la tête du I./JG 7 "Nowotny" équipé de Me 262 à réaction avant de recevoir sa dernière décoration le 26 janvier. Il accumule au total 12 victoires sur cet appareil avant de laisser son commandement le 4 avril à Wolfgang Späte (en). Erich Rudorffer survit à la guerre après avoir effectué l’une des plus belles carrières de l’histoire de l’aviation militaire. De 1939 à 1945, il aura effectué plus de 1 000 missions sur Me 109, FW 190 et Me 262, dont 300 combats aériens. Il remporta 224 succès : 138 à l'Est dont 56 Il-2 et 86 à l'Ouest parmi lesquelles 10 quadrimoteurs. Il aurait également coulé un sous-marin britannique. L’as allemand a été descendu pas moins de 16 fois et s’est éjecté à 9 reprises.

### L'après-guerre
Après sa libération, Erich Rudorffer ne réintègre pas la nouvelle Luftwaffe des années 1950, malgré les invitations. Il continue cependant de voler sur DC-2 et DC-3 en Australie. Il travaille ensuite pour Pan Am puis rejoint dans les années 1980 la Lufthansa de ses débuts de jeunesse où il poursuit une brillante carrière jusqu'à sa retraite.
Erich Rudorffer est décédé à Bad Schwartau en Allemagne le 8 avril 2016 à l'âge de 98 ans. Avec lui disparait le dernier soldat allemand titulaire de la Croix de Chevalier avec feuilles de chêne et épées mais aussi le tout dernier « Experte » de la Luftwaffe aux 100 et 200 victoires.
Erich Rudorffer est représenté dans le film Tali-Ihantala 1944 sorti en 2007. Un FW 190 fut peint aux couleurs de son avion.